# Sweet Movie
Sweet Movie is een Franse filmkomedie uit 1974 onder regie van Dušan Makavejev.

## Verhaal
Miss Canada wordt in een schoonheidswedstrijd tot bruid gekozen door een miljardair, maar ze schrikt zozeer van diens geslachtsdeel dat hij haar in een koffer naar Europa transporteert. Daar verliest ze haar maagdelijkheid en ondergaat ze allerhande bizarre therapieën. Uiteindelijk verdrinkt ze in gesmolten chocolade. Intussen vaart een marxistische scheepskapitein door de Amsterdamse grachten. Hij laat zijn vriendin kleine jongetjes verleiden.

## Rolverdeling
| Acteur          | Personage                     |
| --------------- | ----------------------------- |
| Carole Laure    | Miss Monde 1984 / Miss Canada |
| Pierre Clémenti | Zeeman op de Potemkin         |
| Anna Prucnal    | Anna Planeta / Kapitein Anna  |
| Sami Frey       | El Macho                      |
| Roy Callender   | Jeremiah Muscle               |
| John Vernon     | Mr. Kapital                   |
| Otto Muehl      | Lid van de commune            |